# Castillo de la Carbonera
El castillo de la Carbonera está situado en un cerro –llamado cerro del Castillo– en la Sierra de Benicadell, en el límite entre los términos de Beniatjar y Otos. Dado su estado ruinoso, no se distingue a cierta distancia, confundiéndose con el paisaje rocoso.

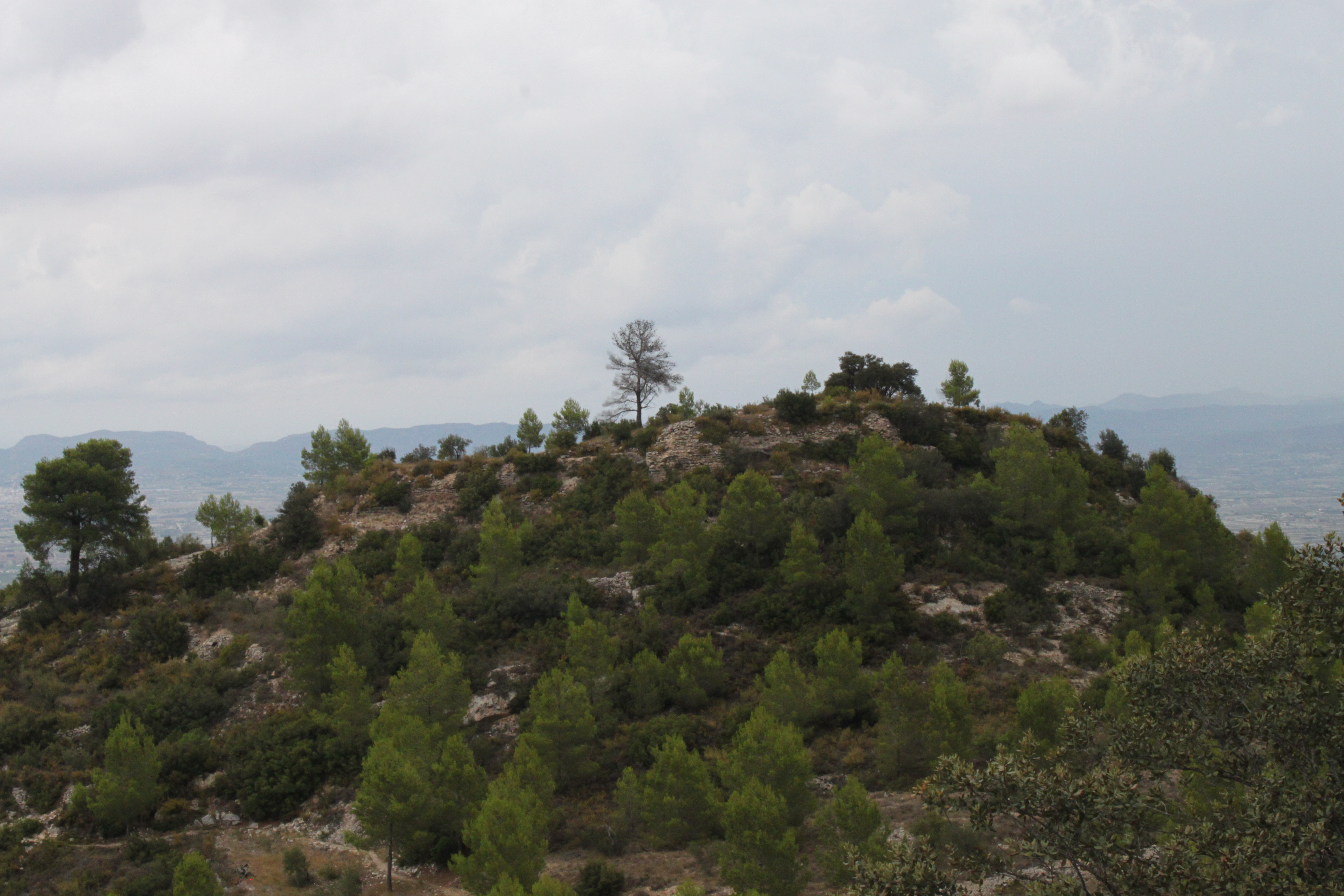
Cerro del Castillo de Carbonera

De gran importancia en el siglo XIII cuando los diferentes castillos del Valle de Albaida ejercían su dominio sobre diferentes alquerías: al de Carbonera pertenecían Bélgida, Otos, Beniatjar, el Ráfol de Salem o Salem, entre otros.

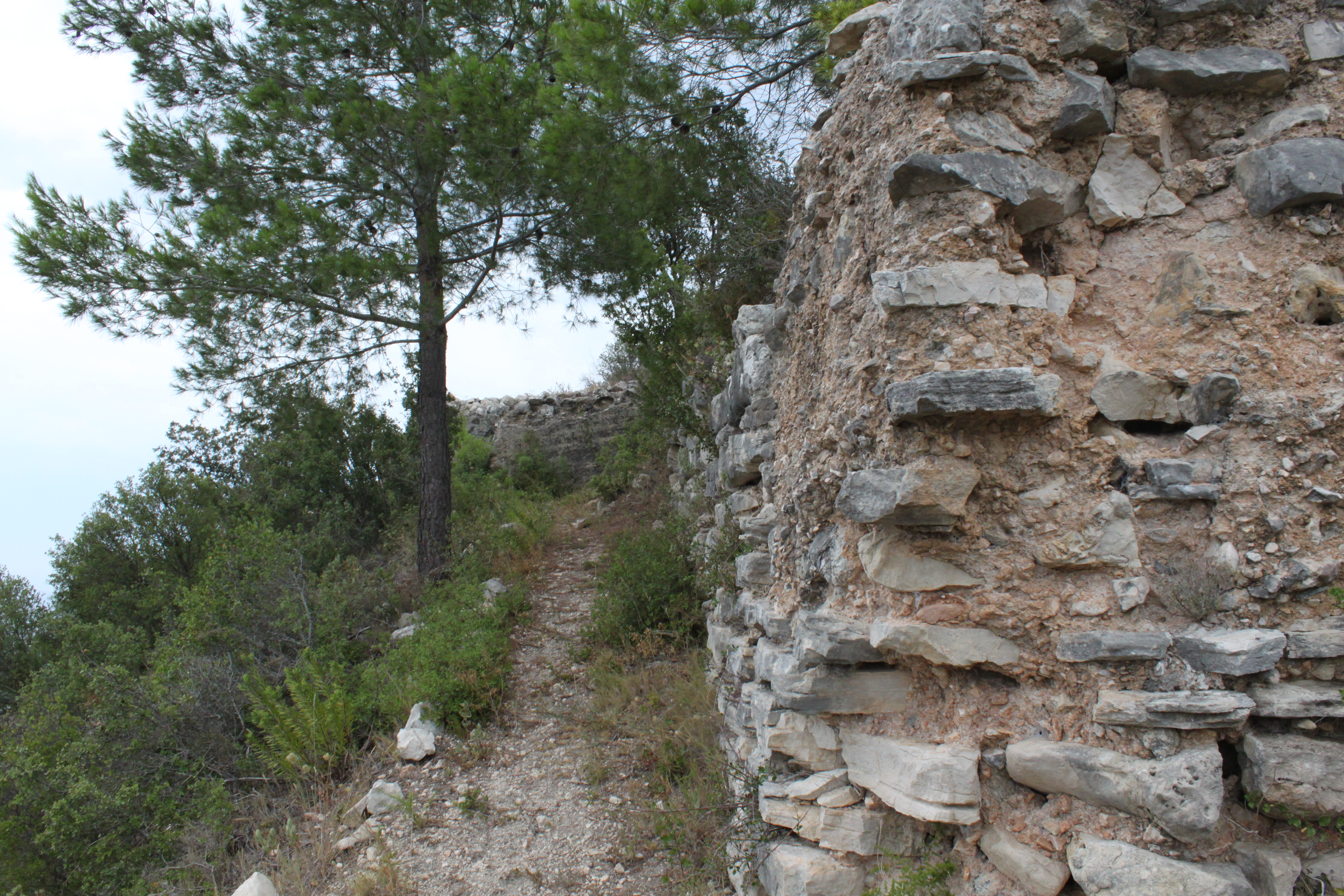

## Descripción histórico-artística
Las personas especializadas en el asunto piensan que aunque su origen es islámico, puede ser más antiguo, porque ya se usaba en los primeros tiempos de la conquista musulmana de la península ibérica, y si lo era será porque había una ocupación anterior. Entonces tuvo una gran importancia para los habitantes de las alquerías de la zona, y por su privilegiada situación fue el centro de las fortificaciones de este territorio. Como era un emplazamiento fronterizo entre las taifas de Valencia y Denia fue el objetivo de numerosos conflictos armados anteriores a la Reconquista cristiana. Cabe hacer mención a las de Rodrigo Díaz de Vivar (1091–1099), Pedro I de Aragón (1094) y Alfonso I de Aragón (1126), y tras la ocupación cristiana siguió manteniendo su importancia. El Castillo de Carbonera se ubica en el denominado Camino del Cid y según el Cantar del mío Cid fue conquistado por éste a los musulmanes. Fue centro de batallas en el siglo XIII entre el rey Don Jaime y el caudillo musulmán Al-Azraq.
El castillo tuvo dotación militar estable porque estaba en la frontera y es posible que formara parte de un sistema defensivo junto con otros elementos defensivos fijos de gran tamaño dotados de torres y murallas, como los de Carrícola y Rugat.

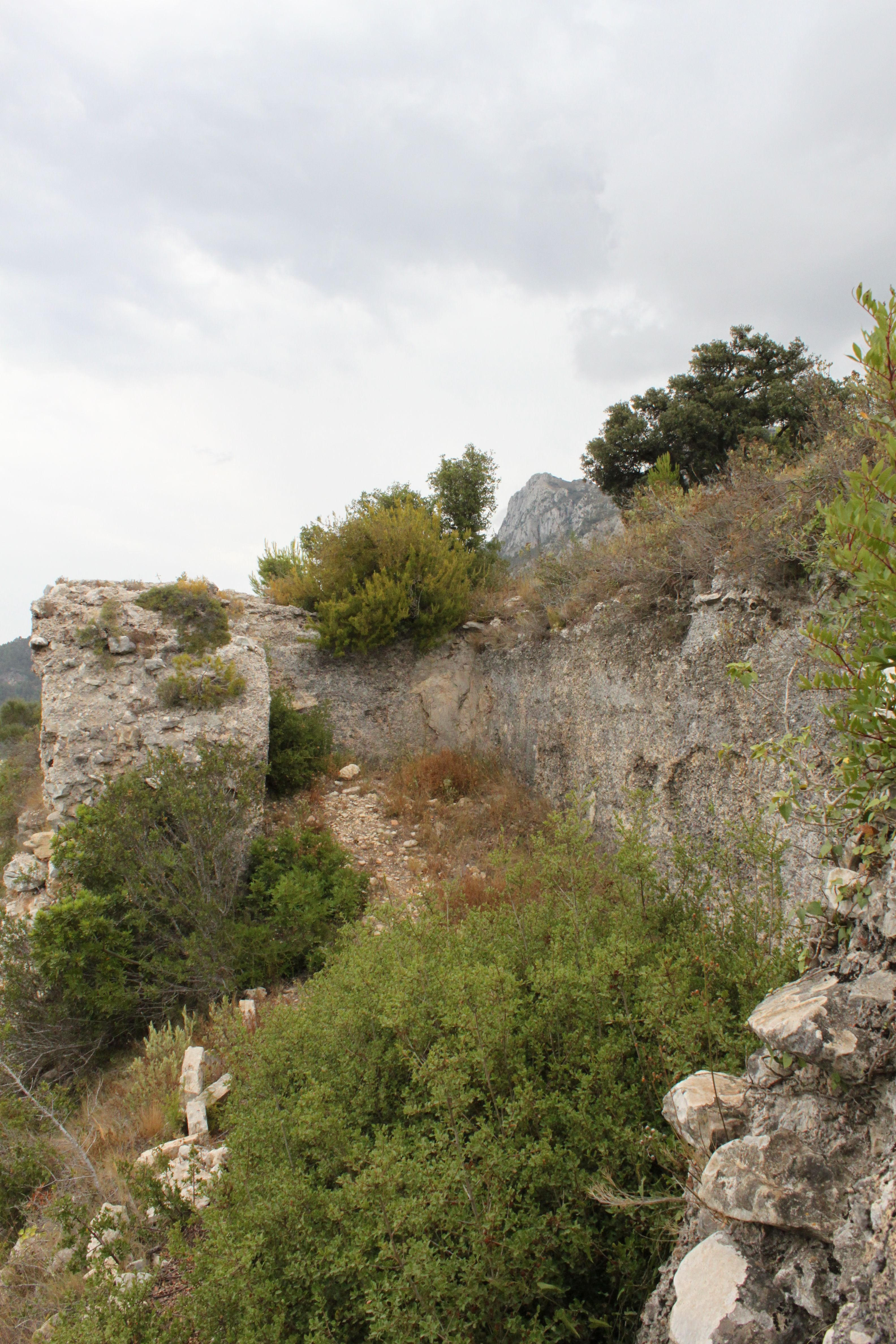
Muralla norte

La familia Bellvís recibió las tierras en 1288, pasando el castillo a convertirse en su propiedad feudal. Su deterioro empieza al reubicarse los nuevos señores en los palacios situados en núcleos urbanos del valle. Sus defensas, como otros elementos defensivos fijos similares, se dejaron intencionadamente fuera de servicio más allá de cualquier reparación sencilla, de forma que no pudieran ser de utilidad a rebeldes o invasores, incrementándose su deterioro.
En 1339 el castillo estaba en un estado de inutilidad más allá de cualquier reparación sencilla, cual acontece que se encuentra en la actualidad y a lo que ha contribuido lo difícil del terreno en lo relativo al transporte y su alejamiento de colectivos humanos significativos económica, militar o demográficamente. Construida fundamentalmente a base de tapial y mampostería, debió ser una imponente fortaleza, de grandes dimensiones, con casi 300 metros de muralla. Su recinto era alargado, doble y poligonal, quedando en pie diversos lienzos de sus muros en los que se alternaban torres rectangulares. La puerta de acceso estaba orientada hacia el oeste. Tiene un enorme aljibe. En el interior, salvo en su núcleo central, existían pocas construcciones, lo que según los expertos refuerza la teoría de que servía fundamentalmente como albacar o refugio.
Actualmente del castillo solo quedan restos de las murallas, de alguna torre que sirvió de contrafuerte y de aljibe. Las murallas mejor conservadas son en la cara norte.